# Linia kolejowa Stralsund – Tribsees
Linia kolejowa Stralsund – Tribsees – dawna jednotorowa lokalna linia kolejowa biegnąca przez teren kraju związkowego Meklemburgia-Pomorze Przednie, w północnych Niemczech. Łączyła Stralsund przez Franzburg z Tribsees. 